# Jean Binet
Pour les articles homonymes, voir Jean Binet (poète) et Binet.
Jean Binet, né à Genève le 17 octobre 1893 et mort à Trélex le 24 février 1960, est un compositeur et musicien genevois.

## Biographie
Jean Binet accomplit ses études au Collège classique et à l'université de Genève, en même temps qu'il obtient le diplôme de l'Institut Jaques-Dalcroze.
Après avoir enseigné à Paris, il part pour les États-Unis où en 1919 il fonde la première école de Rythmique Jaques-Dalcroze de New York et travaille la composition avec Ernest Bloch. En 1921, il participe avec Bloch à la fondation du Conservatoire de Cleveland (Ohio) où ses premières œuvres sont créées (suite d'airs et de danses populaires suisses).
En 1923, de retour en Europe, il s'établit à Bruxelles où il enseigne la méthode Dalcroze à l'école Decroly. Dès 1929, il renonce à l'enseignement et se fixe à Trélex où il se consacre entièrement à la composition. Il se mêle à la vie musicale de son pays et ses œuvres symphoniques sont toutes créées par Ernest Ansermet et l'orchestre de la Suisse romande. Il écrit de nombreuses musiques de scène, collabore avec René-Louis Piachaud, René Morax, Jean Villard (dit Gilles). En outre, Jean Binet se voit confier des responsabilités importantes au sein d'organisations professionnelles comme l'Association des musiciens suisses puis à la SUISA dont il deviendra le président de 1951 à sa mort. 

## Sources
- « Jean Binet », sur la base de données des personnalités vaudoises sur la plateforme « Patrinum » de la Bibliothèque cantonale et universitaire de Lausanne.
- Jean BINET
- « Jean Binet » dans le Dictionnaire historique de la Suisse en ligne.
- Jean Binet - Encyclopédie Larousse